# 두바이 오토드롬

두바이 오토드롬은 아랍에미리트 두바이 두바이랜드에 있는 서킷이다.

## 개요
2004년 10월에 완성되었다.